# Habub

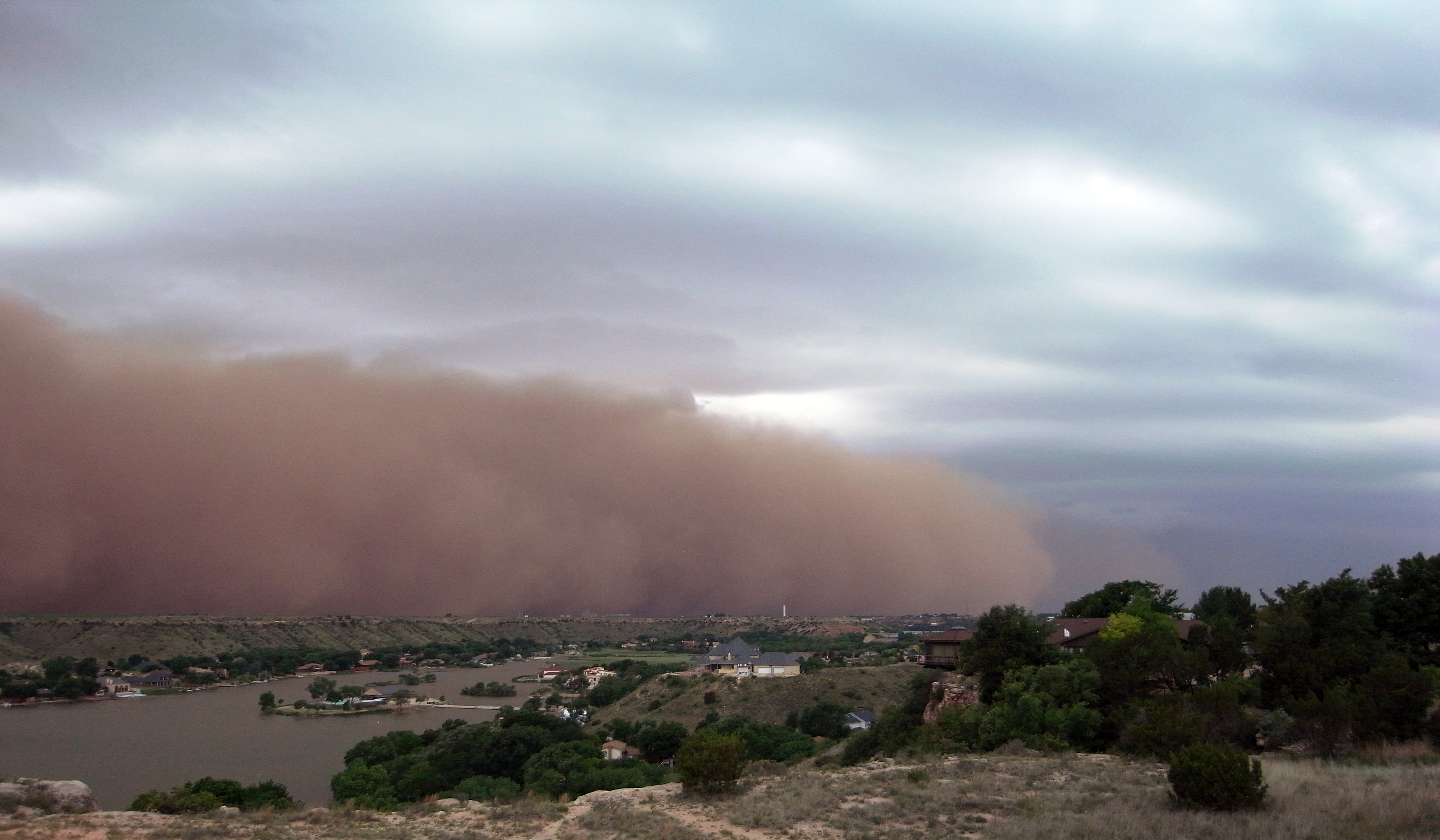
Um habub move-se através do Llano Estacado em direção a Yellow House Canyon, próximo à comunidade residencial de Ransom Canyon, Texas (18 de junho de 2009)

Um habub (em árabe: هَبوب, translit. habūb, lit. 'destruidor/"que vagueia"') é um tipo intenso de tempestade de areia levada por uma corrente atmosférica, também conhecida como frente de ar. Os habubs frequentemente ocorrem em regiões áridas em todo mundo.

## Descrição
Durante a formação de trovoadas, os ventos se movem em direção contrária à da tempestade e também se movem de todas as direções rumo à tempestade. Quando cai a tempestade e a precipitação começa a ocorre, as direções do vento invertem-se, para fora da tempestade e soprando mais forte na direção seguida pela tempestade.
Quando desce o ar frio, fenômeno denominado em inglês como downburst, e este atinge o chão, ele vem seco, o sedimento solto do solo é levantado com força, criando uma muralha que precede a nuvem de tempestade. Essa muralha pode chegar a 100 quilômetros de largura e a vários quilômetros de altura. Em seu momento mais forte, os ventos do habub viajam a 35 a 100 quiômetros por hora, vindo com pouco ou nenhum aviso. Frequentemente parece não haver chuva no nível do solo, uma vez que nestas condições esta evapora no ar quente e seco, um fenômeno conhecido como virga. 

## Ocorrência

### Oriente Médio e Nordeste da África
Habubs têm sido descritos no Saara, no Sahel (tipicamente no Sudão, onde foram descritos e receberam este nome), assim em como toda a Península Arábica e regiões adjacentes, tais como o Kuwait e o Iraque.

### Norte da África
Os habubs originados no Deserto do Saara resultam da mudança das frentes intertropicais durante o verão em direção ao Norte da África, trazendo umidade do Golfo da Guiné.

### Austrália
Na Austrália, os habubs frequentemente estão associados às frentes frias. Os desertos da Austrália Central, especialmente na região de Alice Springs, são particularmente propensos à formação de habubs, com ventos e detritos atingindo vários quilômetros de altura.

### América do Norte
Tal como ocorre no Oriente Médio, as ocorrências de habub na América do Norte se dão com o colapso de uma tempestade com trovoada. Este pode ser tanto um evento local quanto de mesoscala e às vezes, durante períodos de secas extremas podem ocorrer em regiões agrícolas. Algumas das mais famosas tempestades de poeira durante o período do Dust Bowl e em condições semelhantes foram na verdade eventos de escala sinóptica tipicamente gerados pela passagem de uma frente fria muito forte, tendo como exemplos as seguintes datas: 14 de abril de 1935, 9 a 11 de maio de 1934, 19 de fevereiro de 1954 e 11 de novembro de 1911.
As regiões áridas e semiáridas da América do Norte — e, de fato, qualquer região mais seca — pode ter habubs. Nos Estados Unidos, eles ocorrem com frequência nos desertos  do Arizona, inclusive nas cidade de Yuma e Phoenix; no Novo México, incluindo Albuquerque; no leste da Califórnia, e no Texas. Às vezes ocorrem na bacia de Colúmbia, no leste do estado de Washington, quase sempre impactando a cidade de Spokane. Quando a força da tempestade é maior que o normal, podem chegar às localidades de Post Falls e Moscow, no norte de Idaho.

### Marte
Tempestades globais de poeira em Marte têm sido comparadas a habubs na Terra.

### Titã
Tempestades de poeira em Titã, observadas em 2009 e 2010 têm sido comparadas a habubs. No entanto, as nuvens de tempestades convectivas são compostas de metano líquido e a poeira, de tolina orgânica.